# Говинда Менон, Панампилли
Панампилли Говинда Менон (англ. Panampilly Govinda Menon, малаял. പനമ്പിള്ളി ഗോവിന്ദമേനോന്‍; 1 октября 1906 — 23 мая 1970) — индийский юрист и политик, один из политических деятелей послевоенной Индии.

## Биография
Родился в деревне Каккад (Катхиккудам) недалеко от города Чалакуды. Получил юридическое образование в колледже Триссура, работал помощником адвоката М. Ч. Джозефа, одного из выдающихся индийских рационалистов. Занимал должность казначея при индийском обществе скептиков и рационалистов «Керала Юктхивади Сангхам», позже переехал в Эрнакулам, где занимался дальше юриспруденцией. В 1930-е годы стал ведущим деятелем царства Кочин, в 1947 году был назначен его премьер-министром (преемник на посту — Икканда Уоррайр).
Занимая посты судьи Верховного суда Индии и королевского прокурора, Говинда Менон также был выбран одним из двенадцати прокуроров на Токийском процессе над японскими военными преступниками, в документах упоминался именем Паракулангара Говинда Менон (англ. Parakulangara Govinda Menon); упоминается в документах процесса, датируемых с 6 мая по 24 июля 1946 года. Согласно документам того процесса, Говинда Менон был крайне неудовлетворён тем, что Индию включили в число участников процесса только в последнюю очередь, хотя, с его слов, Индия внесла важнейший вклад в защиту британских территорий во Второй мировой войне.
После становления независимости Индии и объединения царств Траванкор и Кочин он занимал различные посты в новом штате Траванкор-Кочин: министр образования в правительстве Парура Нараяны Пиллаи, министр финансов в правительстве Анапармамбила Джона, а в 1955—1956 годах он сам занимал должность министра штата. С 1962 года и до своей смерти был депутатом Лок сабха (нижней палаты индийского парламента) от штата Керала и избирательного округа Мукундапурам. В 1969—1970 годы занимал пост Министра права и железнодорожного транспорта, также был Министром сельского хозяйства и продовольствия в штате. Был политическим советником и наставником Каннота Карунакарана, будущего министра штата Керала.
В 2006 году состоялись мероприятия по случаю столетия со дня рождения Панампилли Говинды Менона, которые организовал президент Индии Абдул Калам. Именем Говинды Менона назван колледж в Чалакуды под названием «Правительственный колледж имени Панампилли».